# Leyritz-Moncassin
Leyritz-Moncassin (okzitanisch: Leiritz e Montcassin) ist eine französische Gemeinde mit 206 Einwohnern (Stand: 1. Januar 2022) im Département Lot-et-Garonne in der Region Nouvelle-Aquitaine. Sie gehört zum Arrondissement Nérac und zum 1996 gegründeten Kommunalverband Coteaux et Landes de Gascogne. Die Bewohner nennen sich Leyritzais.

## Geografie
Leyritz-Moncassin liegt in der Guyenne, 44 Kilometer westnordwestlich der Stadt Agen. An der südöstlichen Grenze verläuft der Fluss Ourbise, im Westen entspringt die Tareyre.
Nachbargemeinden von Leyritz-Moncassin sind Sainte-Gemme-Martaillac im Norden, Calonges im Nordosten, Razimet im Osten und Nordosten, Puch-d’Agenais im Osten, Villefranche-du-Queyran im Osten und Südosten, Anzex im Süden, La Réunion im Südwesten, Casteljaloux im Westen und Südwesten sowie Labastide-Castel-Amouroux im Westen und Nordwesten.

## Bevölkerungsentwicklung
| Jahr                       | 1962 | 1968 | 1975 | 1982 | 1990 | 1999 | 2006 | 2011 | 2018 |
| Einwohner                  | 284  | 239  | 192  | 208  | 251  | 217  | 204  | 222  | 205  |
| Quellen: Cassini und INSEE |      |      |      |      |      |      |      |      |      |

## Sehenswürdigkeiten
- Kirche Notre-Dame-des-Prés aus dem 11./12. Jahrhundert
- Kirche Notre-Dame in Lussac
- Kirche Saint-Laurent in Moncassin
- Kirche Saint-Pierre in Leyritz
- Schloss Moncassin

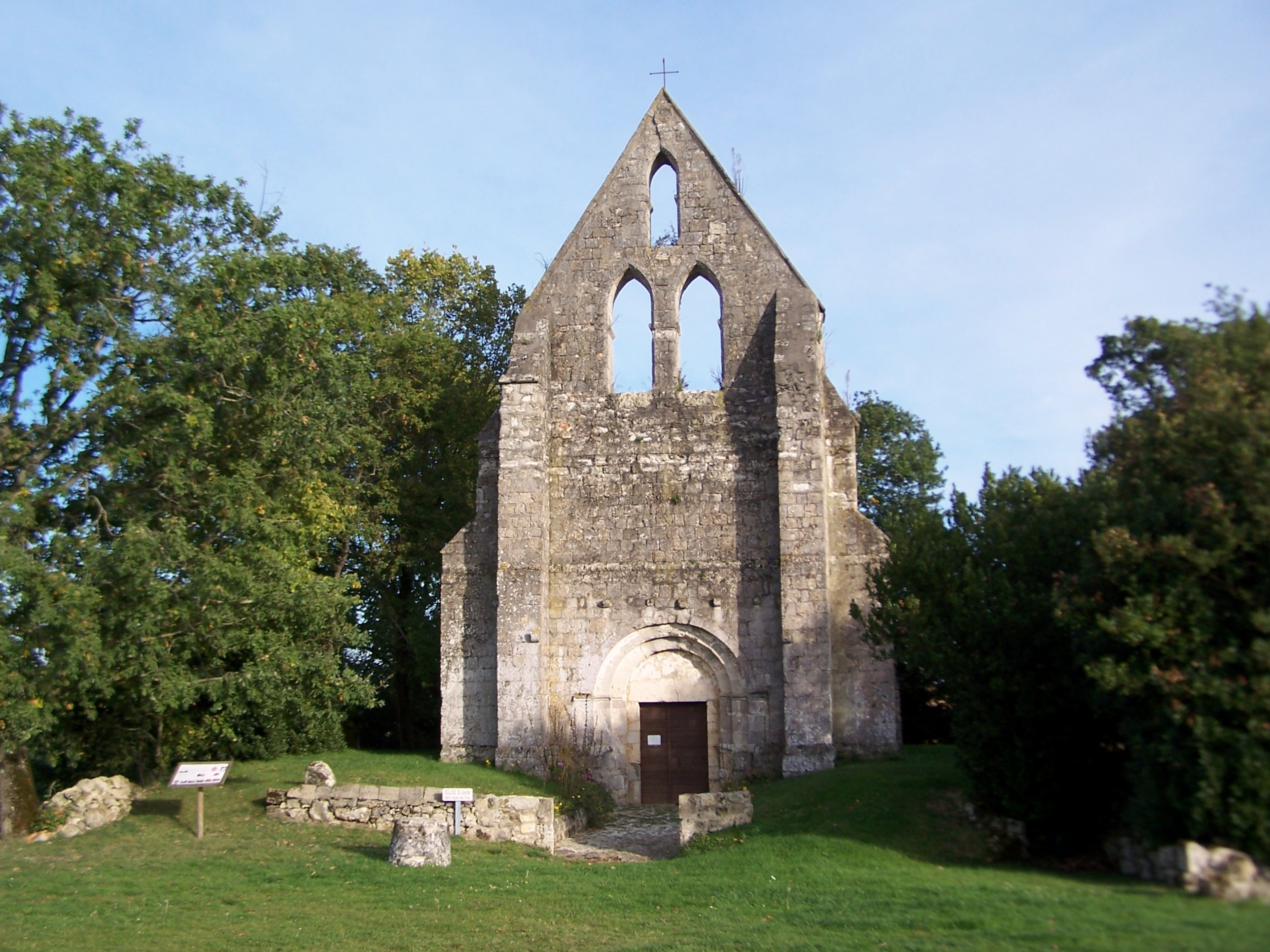
Kirche Notre-Dame-des-Prés
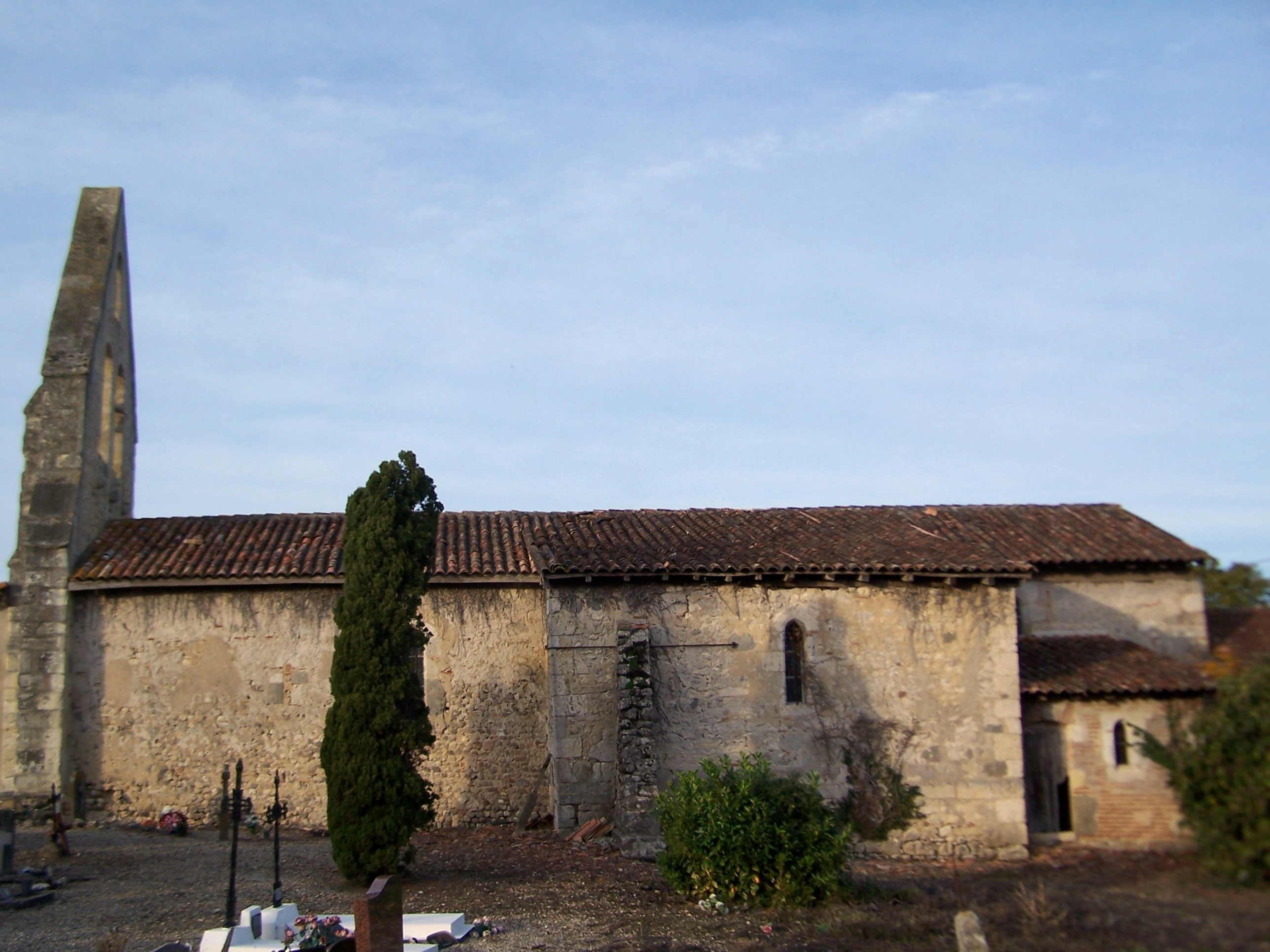
Kirche Notre-Dame in Lussac
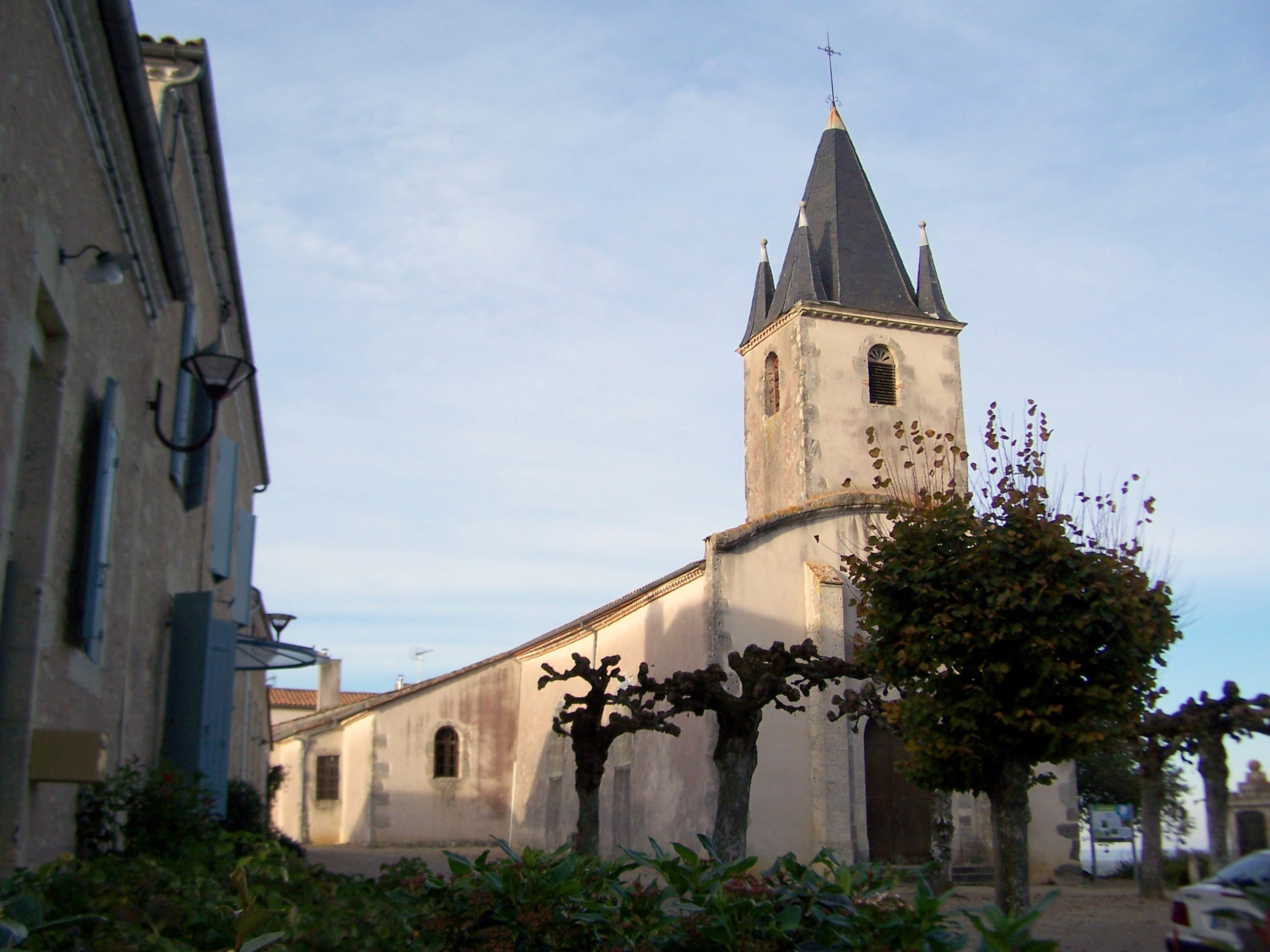
Kirche Saint-Laurent in Moncassin
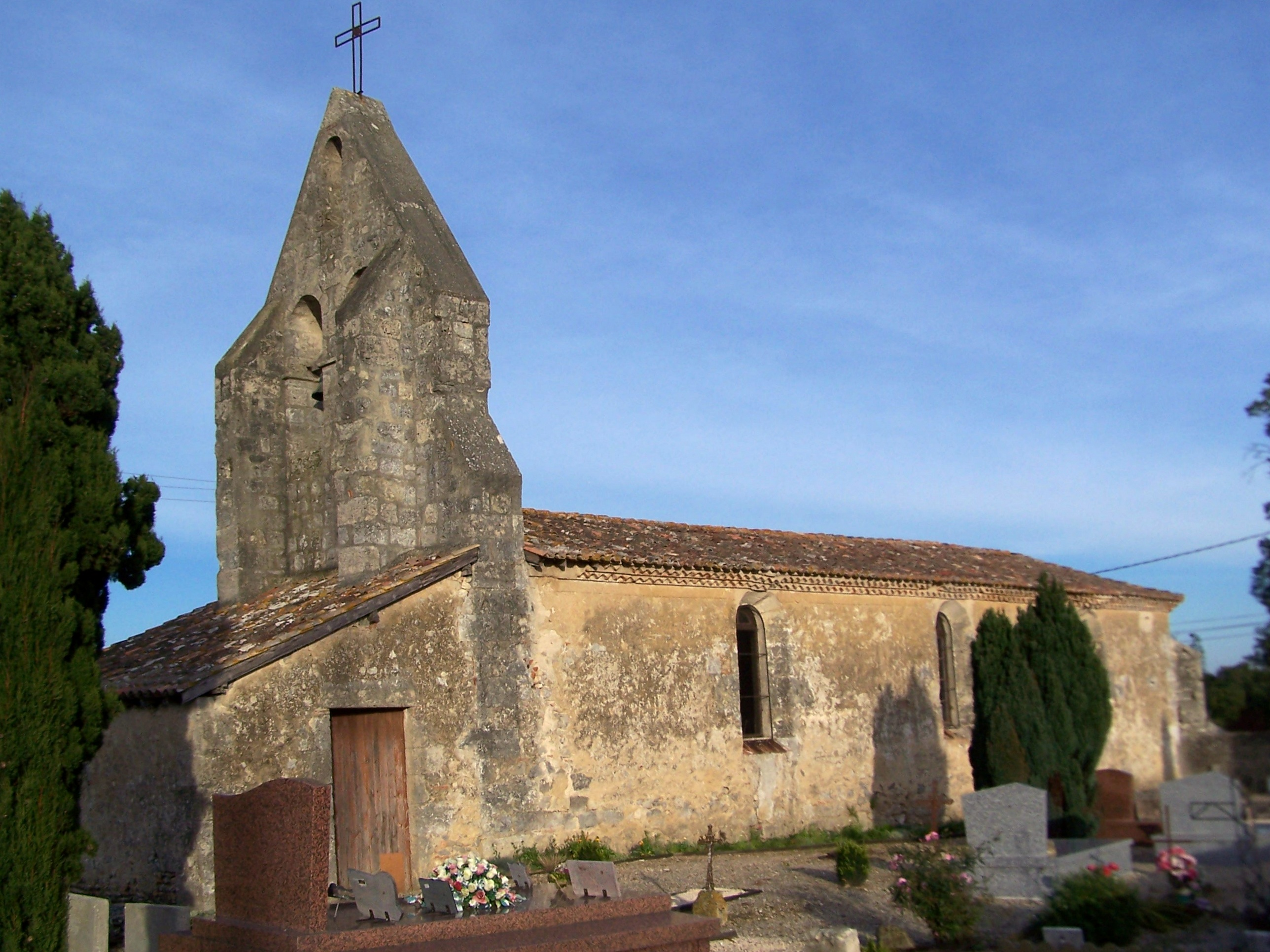
Kirche Saint-Pierre in Leyritz

## Belege
1. ↑  Leyritz-Moncassin auf cassini.ehess.fr
2. ↑  Leyritz-Moncassin auf insee.fr